# Pedro el Viejo
Pedro el Viejo, también llamado Puerto El Cura, es una localidad peruana ubicada en el distrito de Tumbes, perteneciente a la provincia y el departamento homónimos, al norte del Perú. 

## Ubicación
Pedro el Viejo se ubica al norte de la provincia de Tumbes, en el distrito de Tumbes, en el departamento de Tumbes.

## Demografía
En 2017 Pedro el Viejo tenía una población de 2 habitantes.
| Gráfica de evolución demográfica de Pedro el Viejo entre 1993 y 2017 |
|                                                                      |
| Fuentes: Población 1993 y 2017                                       |